# F42 단층
F42 단층(일본어: F42断層)은 일본 노토반도 동해안에 있는 활단층이다. 2024년 1월 1일 일어난 2024년 노토반도 지진을 일으켰을 가능성이 높은 단층이다. 이 활단층은 역단층형으로 대략 동쪽 방향으로 45도의 경사를 가지고 있다.
F42 단층을 가리키는 단층은 여러 명칭이 존재하지만, 이 문서에서는 일본 국토교통성이 2014년 정리한 보고서에서 사용한 "F42"을 표제어로 사용한다.

## 단층
F42 단층은 2011년 일어난 도호쿠 지방 태평양 해역 지진 이후 시작되어 2014년 일본 국토교통성이 발표한 해저지진 상정 재검토 보고서에서 정리한 활단층 중 하나이다. 보고서에서는 F43 단층에 따라 F42 단층이 활동할 경우 최대 규모 M7.6의 지진이 발생한다고 예상했다. 이는 한신·아와지 대진재의 약 2.8배, 2016년 구마모토 지진 본진의 에너지 8배에 해당한다.

## 노토반도 지진의 영향
2024년 F43 단층의 이동으로 발생한 2024년 노토반도 지진에서 F43 단층과 연동해 F42 단층 일부가 움직였지만 단층의 기울기 차이 등으로 인해 균열이 전부 끊어지지 않고 남아있는 지역이 있다. 잔여 응력으로 규모 M7급 지진이 발생할 경우 사도섬과 니가타현에서 큰 쓰나미가 수 분 이내에 들이닥칠 가능성이 높다. 같은 해 1월 9일에는 노토반도 지진의 여진으로 보이는 규모 Mw6.0 지진이 F42 단층 인근에서 발생했다.

## 주변 단층
- F43 단층[1]
- F44 단층[1]
- F45 단층[1]
- F46 단층[1]
- 오치가타 단층대[7]

## 같이 보기
- 활단층
- 일본의 단층 목록
- 노토 군발지진